# Forquetinha
Forquetinha là một đô thị thuộc bang Rio Grande do Sul, Brasil. Đô thị này có diện tích 92 km², dân số năm 2007 là 2548 người, mật độ 27,7 người/km².